# 祈り 〜涙の軌道/End of the day/pieces
『祈り 〜涙の軌道 / End of the day / pieces』（いのり なみだのきどう / エンド・オブ・ザ・デイ / ピーシーズ）は、日本のバンド・Mr.Childrenの34枚目のシングル。2012年4月18日にトイズファクトリーより発売された。

## 概要
通常盤のみの1形態で発売。桜井和寿が収録曲について語ったインタビュー記事「Interview Session with Sakurai」が封入されている。アートディレクターは伊東玄己。
CDでのシングルのリリースは2008年9月3日発売の『HANABI』以来約3年7か月ぶりであり、Mr.Children初のトリプルA面シングルとなっている。ライブ・ビデオ『Mr.Children STADIUM TOUR 2011 SENSE -in the field-』との同時発売で、ライブ・ビデオとの同時発売は2002年1月1日発売の22ndシングル『君が好き』と『MR.CHILDREN CONCERT TOUR POPSAURUS 2001』以来約10年3か月ぶりとなる。

## チャート成績
オリコンチャートでは、初週17.4万枚を売り上げ、5thシングル『innocent world』から30作連続で初登場1位を獲得。30作連続首位は、B'z、KinKi Kidsに続いて史上3組目の快挙。ただし、発売当時における初動売上で1位を獲得したシングルの中では、初動売上枚数は最低記録となり、累計売上も27.6万枚となり、3rdシングル『Replay』以来31作ぶりに30万枚を下回った。
同時発売したライブ・ビデオ『Mr.Children STADIUM TOUR 2011 SENSE -in the field-』もDVD総合部門、Blu-ray Disc総合部門でそれぞれ首位を獲得し、オリコン史上初となる3部門同時首位を達成した。
2012年度年間オリコンシングルチャートでは23位にランクインした。

## 収録曲
| 全作詞・作曲: 桜井和寿、全編曲: 小林武史 & Mr.Children。 |                                                 |          |            |      |
| #                                                        | タイトル                                        | 作詞     | 作曲・編曲 | 時間 |
| 1.                                                       | 「祈り 〜涙の軌道」(弦編曲：小林武史・四家卯大) | 桜井和寿 | 桜井和寿   | 5:46 |
| 2.                                                       | 「End of the day」(弦編曲：小林武史・四家卯大)  | 桜井和寿 | 桜井和寿   | 5:51 |
| 3.                                                       | 「pieces」(管・弦編曲：小林武史・四家卯大)      | 桜井和寿 | 桜井和寿   | 6:32 |
| 合計時間:                                                | 合計時間:                                       | 18:09    |            |      |

## 楽曲解説
1. 祈り 〜涙の軌道
  - 東宝/アスミック・エース配給映画『僕等がいた』前篇主題歌[3]。
  - 仮タイトルは「郷愁」[5]。
  - 震災以後新しく曲を作ることができなかった桜井和寿が、次のMr.Childrenを始めるに当たり「日本」というものを感じられるようなメロディーを意識しながら作った曲[6]。
  - 発売に先駆けて3月17日から着うたフルで先行配信されており、RIAJ有料音楽配信チャートで4週連続1位を獲得したのは「遥か」(GReeeeN) 以来通算2曲目となる。
  - Mr.Childrenの楽曲では15thアルバム『SUPERMARKET FANTASY』収録曲である「エソラ」以来2年5か月ぶりにミュージック・ビデオが制作されている。監督は伊東玄己が務めた。2012年11月28日発売の17thアルバム『[(an imitation) blood orange]』の初回限定盤、2018年3月21日発売のライブ・ビデオ『Mr.Children DOME & STADIUM TOUR 2017 Thanksgiving 25』に収録されている。
2. End of the day
  - 2012年最初にレコーディングされた曲[6]。
  - 歌詞には放送禁止用語の一つである「乞食」が登場するため、ラジオオンエア用にその部分が省かれた「RADIO EDIT バージョン」が存在する[注 1]。
  - 2010年までMr.Childrenのライブサポートを務めていたナオト・インティライミがコーラスで参加している。
  - CDシングルのA面曲では、「掌」以来のノンタイアップ。
3. pieces
  - 映画『僕等がいた』後篇主題歌[注 2][3]。
  - 「祈り ～涙の軌道」と共にこの曲にも歌詞の中に“軌道”という言葉が入っているが、これは意図したものではないという[6]。

## 演奏
- Mr.Children
  - 桜井和寿：Vocal, Guitar
  - 田原健一：Guitar
  - 中川敬輔：Bass
  - 鈴木英哉：Drums
- 小林武史：Keyboards
- 安達練：Computer Programing

祈り 〜涙の軌道
- 四家卯大ストリングス：Strings
- 四家卯大：Strings
- 沖祥子：Strings

End of the day
- 山本拓夫：Sax
- 西村浩二：Trumpet
- 中川英二郎：Trombone
- 四家卯大ストリングス：Strings
- 四家卯大：Strings
- 沖祥子：Strings
- ナオト・インティライミ：Chorus

pieces
- 四家卯大ストリングス：Strings
- 四家卯大：Strings
- 沖祥子：Strings

## テレビ出演
バンドとしてのテレビ出演は3年4か月ぶりとなった。
| 番組名                   | 日付           | 放送局     | 演奏曲                                   |
| ------------------------ | -------------- | ---------- | ---------------------------------------- |
| ミュージックステーション | 2012年4月6日   | テレビ朝日 | 祈り ～涙の軌道                          |
| 僕らの音楽               | 2012年5月4日   | フジテレビ | ニシエヒガシエ End of the day 365日      |
| Music Lovers             | 2012年5月6日   | 日本テレビ | fanfare 祈り ～涙の軌道                  |
| 僕らの音楽               | 2012年5月11日  | フジテレビ | 名もなき詩 youthful days 祈り ～涙の軌道 |
| Music Lovers             | 2012年5月13日  | 日本テレビ | くるみ 擬態 End of the day               |
| Music Lovers             | 2012年11月18日 | 日本テレビ | 祈り 〜涙の軌道 hypnosis Marshmallow day |

## ライブ映像作品
祈り ～涙の軌道
| 作品名                                         |
| ---------------------------------------------- |
| MR.CHILDREN TOUR POPSAURUS 2012                |
| Mr.Children [(an imitation) blood orange] Tour |
| miss you LIVE                                  |

End of the day
| 作品名                                         |
| ---------------------------------------------- |
| MR.CHILDREN TOUR POPSAURUS 2012                |
| Mr.Children [(an imitation) blood orange] Tour |
| miss you LIVE                                  |

pieces
| 作品名                                         |
| ---------------------------------------------- |
| Mr.Children [(an imitation) blood orange] Tour |
| miss you LIVE                                  |

## 収録アルバム
- 『[(an imitation) blood orange]』（#1 - #3、#3はアルバムバージョン）
- 『Mr.Children 2003-2015 Thanksgiving 25』 (#1 - #3)
- 『Mr.Children 2011-2015』（#1 - #3）